# Марусиченко, Константин Иванович
Константин Иванович Марусиченко (1917—1989) — советский лётчик дальнебомбардировочной авиации, участник Великой Отечественной войны, Герой Советского Союза (13.03.1944). Генерал-майор авиации (25.05.1959).

## Биография
Родился 9 мая 1917 года на хуторе Кирсовка (ныне — Миргородский район Полтавской области Украины). Работал в совхозе. В 1936 году Марусиченко окончил рабфак при Ворошиловградском сельскохозяйственном институте.
В августе 1936 года он был призван на службу в Рабоче-крестьянскую Красную Армию. В 1937 году окончил 9-ю военную школу пилотов имени Пролетариата Донбасса в Ворошиловграде. Служил пилотом в 16-й тяжелобомбардировочной авиационной бригаде с ноября 1937 года, в ноябре 1938 года переведён младшим лётчиком в 8-й тяжелый бомбардировочный авиационной полк 3-й Авиационной армии особого назначения. Член ВКП(б) с 1941 года.
С июня 1941 года лейтенант К. И. Марусиченко — на фронтах Великой Отечественной войны. Почти год воевал в составе этого полка. В апреле 1942 года переведён в 749-й дальнебомбардировочный авиационной полк 24-й авиационной дивизии дальнего действия, в котором воевал лётчиком и командиром звена. С июня 1943 года до конца войны воевал в составе 890-го бомбардировочного авиационного полка 45-й тяжёлой бомбардировочной авиационной дивизии 8-го авиационного корпуса дальнего действия Авиации дальнего действия СССР. Сначала был командиром корабля, в январе 1944 года назначен заместителем командира полка.
К ноябрю 1943 года майор Константин Марусиченко совершил 182 боевых вылета на бомбардировку скоплений боевой техники и живой силы противника, его важных объектов, нанеся ему большие потери. 21 августа 1941 года его самолёт ДБ-3 был атакован группой немецких истребителей, в неравном бою экипаж сбил 2 истребителя, но и его самолёт был подбит и загорелся, воздушный стрелок погиб, все члены экипажа были ранены. Лётчику удалось дотянуть на горящем самолёте до своего аэродрома, сохранив тем самым жизни экипажу.
За годы войны принимал участие в битве за Москву, в Харьковском сражении, в Сталинградской битве, в Смоленской, Гомельско-Речицкой, Белорусской, Прибалтийской, Восточно-Прусской, Берлинской наступательных операциях.
Указом Президиума Верховного Совета СССР от 13 марта 1944 года за «образцовое выполнение боевых заданий командования на фронте борьбы с немецкими захватчиками и проявленные при этом мужество и героизм» майор Константин Марусиченко был удостоен высокого звания Героя Советского Союза с вручением ордена Ленина и медали «Золотая Звезда» за номером 3339.
К 9 мая 1945 года майор К. И. Марусиченко выполнил 198 ночных и 17 дневных боевых вылетов, в том числе на самолёте ДБ-3 — 104 боевых вылета, на самолёте Пе-8 — 84 боевых вылета, на самолёте Б-25 «Митчелл» — 10 боевых вылетов. Среди них были дальние бомбовые рейды на Тильзит, Кёнигсберг, Хельсинки, Берлин. Трижды вёл бои с истребителями противника, отогнав их от своего самолёта.
После окончания войны Марусиченко продолжил службу в Советской Армии. В мае 1946 года его направили учиться. в 1950 году он окончил Военно-воздушную академию в Монино. С мая 1950 года служил в Конотопской военной авиационной офицерской школе боевого применения Дальней авиации: инспектор по технике пилотирования, с ноября 1950 — заместитель командира 601-го учебного авиаполка по лётной подготовке, с апреля 1951 — заместитель командира 599-го учебного тяжелобомбардировочного авиаполка по лётной подготовке. С декабря 1951 года командовал 52-м гвардейским авиационным полком и  45-й тяжелобомбардировочной авиационной дивизией 50-й воздушной армии дальней авиации.
Руководил подготовкой и возглавлял группу самолётов Ту-16 в воздушном параде над Красной площадью 7 ноября 1955 года.
В марте 1956 года был переведён в Авиацию ВМФ СССР и назначен заместителем командира, а в ноябре 1957 года стал командиром 57-й минно-торпедной авиационной дивизии ВВС Балтийского флота. В 1961 году окончил Военную академию Генерального штаба ВС СССР. С июля 1961 года — начальник отдела боевой подготовки Управления ВВС Северного флота. В мае 1963 года генерал-майор авиации К. И. Марусиченко уволен в запас по болезни.
Проживал и работал в Минске. Избирался депутатом Верховного Совета Белорусской ССР 5-го созыва. Был делегатом XXII съезда Коммунистической партии Белоруссии.
Умер 1 августа 1989 года, похоронен на Восточном (Московском) кладбище Минска.

## Награды
- Герой Советского Союза (13.03.1944)
- Орден Ленина (13.03.1944)
- Четыре ордена Красного Знамени (22.02.1942, 31.12.1942, 1956, 1957)
- Два ордена Отечественной войны I степени (20.09.1945, 11.03.1985)
- Два ордена Красной Звезды (1952, 1955)
- Орден «За службу Родине в Вооружённых Силах СССР» III степени
- Медаль «За оборону Ленинграда»
- Медаль «За оборону Сталинграда»
- Медаль «За взятие Кёнигсберга»
- Другие медали СССР[1]